# مامادو ضيوف
مامادو ضيوف (بالفرنسية: Mamadou Diouf)‏ هو لاعب كرة قدم سنغالي في مركز الهجوم، ولد في 15 سبتمبر 1990 في داكار في السنغال. لعب مع تشارلستون بيتري وفانكوفر وايتكابس.

## وصلات خارجية
- مامادو ضيوف على موقع الدوري الأمريكي (الإنجليزية)
- مامادو ضيوف على موقع قاعدة بيانات كرة القدم.إي يو (الإنجليزية)
- مامادو ضيوف على موقع Soccerway.com (الإنجليزية)